# きらきら (アルバム)
『きらきら』は、2007年7月25日にリリースされたCoccoの6枚目のアルバム。

## 解説
- 長田進がプロデュースを担当している。 デビュー時から前作『ザンサイアン』までプロデュースに携わっていた根岸孝旨は本作では担当していない。また、前作まではすべての曲をCoccoが作詞してきたが、本作では長田進とともに作詞した曲が2曲収録されている。
- 沖縄県国頭郡国頭村の掘建て小屋を改造して作り上げた「燦々スタジオ」にてレコーディングは行われた。ロンドンでもレコーディングは行われた。
- アルバムのキャッチコピーは「ようこそ、陽のあたる場所へ」である。キーワードは「沖縄、日常、光、陽だまり、生活、手作り、世界」[1]。
- カバー曲が2曲収録されている（「お菓子と娘」と「チョッチョイ子守唄」）。
- 初回限定版には、「〜素敵な写真集 燦々スタジオDays in OKINAWA〜」が封入されている。

## 収録曲
1. 燦
  - 作詞・作曲：Cocco
2. あしたのこと
  - 作詞・作曲：Cocco
3. In the Garden
  - 作詞・作曲：Cocco・長田進／弦編曲：弦一徹カルテット
  - 長田進とのデュエット曲
4. 甘い香り
  - 作詞・作曲：Cocco
  - ギャガ・コミュニケーションズ配給映画『遠くの空に消えた』主題歌
  - 映画のオリジナルサウンドトラックには、本作収録のものとはイントロのみ少し異なるバージョンが収録されている。
5. お菓子と娘
  - 作詞：西條八十／作曲：橋本国彦 [2]
  - シングル「ジュゴンの見える丘」にはFM802でオンエアされたバージョンが収録されている。
6. An apple a day
  - 作詞・作曲：Cocco
7. 秋雨前線
  - 作詞・作曲：Cocco
  - 弦編曲：弦一徹
8. Baby, after you
  - 作詞・作曲：Cocco
9. 君がいれば
  - 作詞・作曲：Cocco・長田進
10. 花うた
  - 作詞・作曲：Cocco
11. Tokyo Happy Girl
  - 作詞・作曲：Cocco
12. 小さな町
  - 作詞・作曲：Cocco
13. 雨水色
  - 作詞・作曲：Cocco
14. ハレヒレホ
  - 作詞・作曲：Cocco
  - NHK教育テレビ『ど〜する?地球のあした』主題歌
15. タイムボッカーン!
  - 作詞・作曲：Cocco
16. 10 years
  - 作詞・作曲：Cocco
17. チョッチョイ子守唄
  - 作詞：そけいとき／作曲：普久原恒勇 [2]
18. Never ending journey
  - 作詞・作曲：Cocco
  - シングル「ジュゴンの見える丘」には、本作収録のものより短く編集されたRadio editバージョンが収録された。

## 演奏
- Cocco
  - Vocals
  - Whistle (#1)
  - Kalimba (#2)
  - Pianica (#2.13)
  - Recorder, Other Instruments (#5)
  - Acoustic Guitar (#16.17)
- 長田進
  - Acoustic Guitar (#1.2.3.4.6-14.16)
  - Electric Guitar (#1.2.3.4.7.10.15.17.18)
  - Vocals (#3)
  - Mandolin (#5)
  - Tambourine (#15)
  - Chorus (#15.16)
  - Harmonica (#16)
- 高桑圭
  - Electric Bass (#1.4.7.10.12.14.15.18)
  - Contrabass (#5)
  - Programming (#8)
  - Wood Bass (#9.11)
  - Chorus (#15)
- 椎野恭一
  - Drums (#1.4.7.10.11.12.14.15.18)
  - Shaker (#1)
  - Bass Drum, Cymbal (#5)
  - Percussion (#9)
  - Chorus (#15)
- 堀江博久
  - Piano (#4.11.12.13)
  - Keyboards (#4.10.15.18)
  - Organ (#5)
  - Programming (#8)
  - Glockenspiel, Chorus (#15)
- Geoff Huggins：Tin Whistle (#1)
- 弦一徹ストリングス：Strings (#3.7)
- 岸利至：Programming (#4)
- コッキー親衛隊：Chorus (#8)
- 太田恵資：Fiddle (#11.14)
- A & T：Tambourine & Toys (#14)
- テーラー寺田＆ミソジーズ：Chorus (#15)

## テレビ出演
燦
- 2007年9月7日　NHK総合テレビ『MUSIC JAPAN』

甘い香り
- 2007年7月27日　フジテレビ系『僕らの音楽』
- 2007年8月10日　テレビ朝日系『ミュージックステーション』